# 東韋納奇 (華盛頓州)
東韋納奇（英語：East Wenatchee）位於美國華盛頓州道格拉斯縣哥倫比亞河北岸。根據華盛頓州財務管理處（Washington Office of Financial Management），2010年美国人口普查時的人口為13,190人，比2000年的普查增長了129.1%。
2002年11月10日，美國行政管理和預算局將此市設為韦纳奇-東韋納奇都會統計區的主要都市。

## 姊妹市
東韋納奇有一個姊妹市：
- 日本三澤市

## 外部連結
- （英文） 中的“東韋納奇 (華盛頓州)”